# 赤漆文欟木御厨子

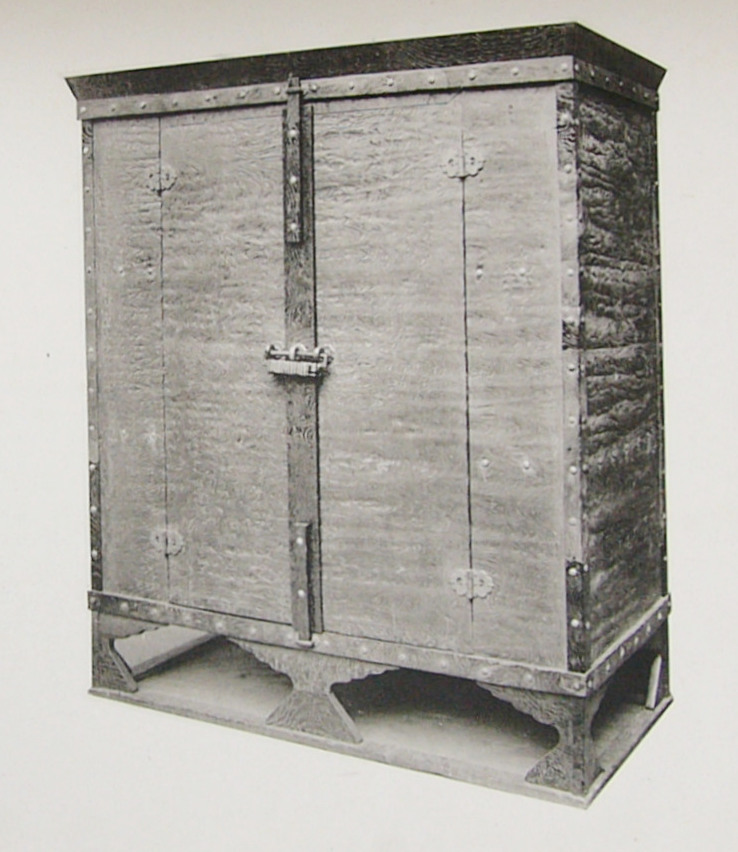
赤漆文欟木御厨子

赤漆文欟木御厨子（せきしつぶんかんぼくのおんずし）は正倉院北倉に収蔵されていた宝物。天武天皇から6代の天皇に受け継がれてきた由緒を持つ厨子で、聖武天皇の七七忌にあたって孝謙天皇が盧舎那仏に献納した。宝物番号は北倉2。本記事では、赤漆文欟木御厨子（以下、本記事では御厨子と略す）および御厨子に納められた品々などについて記述する。

## 概要
赤漆文欟木御厨子という名称は『国家珍宝帳』に記される特徴を元に明治期に命名されたもので、歴代天皇に継承された厨子であることから「御」の文字が付加された。『国家珍宝帳』には単に厨子と記され、また曝涼点検文書などには、赤漆欟木厨子・綾欟木厨子・南厨子などと記されている。
『国家珍宝帳』に記される特徴は「赤漆文欟木 古様作 金銅作絞具」である。「赤漆」は蘇芳を塗った木材に透明な漆をかける技法。「欟木」とは欅で、「文」は模様つまり美しい木目のこと。つまり美しい木目の槻に蘇芳で色を付け漆で仕上げた材でつくられた厨子という意味である。「古様作」の解釈は、そのように称する様式があったのか、あるいは古い様式の意味か、単に古いという意味か判断しにくいが、作成時期が天武より遡る可能性もある。「金銅作絞具」は鍍金を施した銅製金具で、鏁子（錠前）、匙（鍵）、鏁子を受ける金具や扉の蝶番などがこれに当たる。
高さ100.0cm、幅83.7cm、奥行き40.6cmで、台脚付きの箱型厨子である。正面の扉は観音開きで、内部は2枚の棚板がある。明治期には大破していたが、明治25年（1892年）に指物師の木内半古が保管されていた残材を用いて復元した。また、木材を留める鋲は鋲頭が銀を被せた鉄鋲が用いられている。
御厨子は『国家珍宝帳』に記載されるまでに、70年以上前から宮中で大切なものを収納する厨子として天皇の近くに伝わっていたと推定されることから、皇室ゆかりの名宝とされており、2009年に東京国立博物館で行われた「皇室の名宝-日本美の華」、2019年に奈良国立博物館で行われた御即位記念「第71回正倉院展」など過去4回展示されている。

## 御厨子の継承について

天皇系図と赤漆文欟木御厨子

御厨子は天武天皇から持統天皇、文武天皇、元正天皇、聖武天皇、孝謙天皇へと継承されたとされているが、この検討については以下のような論争があった。
『国家珍宝帳』に記される由緒は以下のようになる。
記される6名の天皇について、飛鳥浄原宮御宇天皇＝天武天皇、藤原宮御宇太上天皇＝持統天皇、藤原宮御宇大行天皇＝文武天皇、平城宮御宇後太上天皇＝聖武天皇、今上＝孝謙天皇の5名については異論はない。しかし天武から孝謙まで7代であり、残る平城宮御宇中太上天皇を元明天皇と元正天皇のどちらとするか問題となった。
黒川真頼は『東大寺献物帳考証』において『万葉集』巻20に見える先太上天皇が元明であることから、中太上天皇を元正であるとした。喜田貞吉は『中天皇考』にて元明が譲位後も御厨子を保持し続け、崩御に際して皇太子であった首皇子（聖武）に伝えたとし、中太上天皇は元明であるとした。田中卓は『中天皇をめぐる諸問題』で喜田説に反論し、『宝宇記』には先太上天皇はを元明、中太上天皇を元正としていることを指摘し、皇位継承に伴って伝授されるものではないとした。この田中説によって中太上天皇＝元正とする説で決着している。
次に元明天皇に継承されなかった理由が問題となった。後藤四郎は昭和61年の正倉院展の目録で、御厨子は天武持統系に伝わるもので、元明は天智系であるため継承されなかったとした。直木孝次郎は『正倉院蔵赤漆文欟木厨子の伝来について』にて、天智の娘である持統に伝わっているので天智系である事だけで元明が排除されるのは道理に合わないと、後藤説に疑問を呈した。その上で、収納されている王羲之の書法等は青年期の教養に関わる品であることから、成長期の教養を高めるための日常的な備品であり、成人していた元明には継承されなかったとした。東野治之は『元正天皇と赤漆文欟木厨子』にて、『続日本紀』などの記述により元正が聖武の養母であったと指摘。御厨子は天武-文武-聖武という直系皇統シンボルであったとした。現在では天武系に伝わる厨子とする後藤説が基本的に容認されている。
次に元明が即位していた時期に、御厨子は何処にあったのかが問題となる。米田雄介は文武が崩御したのちは元明の宮中に留め行われ、元正の即位に伴って伝えたものの、形式上は文武から元正へ伝わった形式がとられたと推測し、元明の置かれた立場が読み取れるとしている。
また、御厨子が女帝に伝えられたことに着目し、母系制や双系制に関連する指摘もある。

## 復元修復

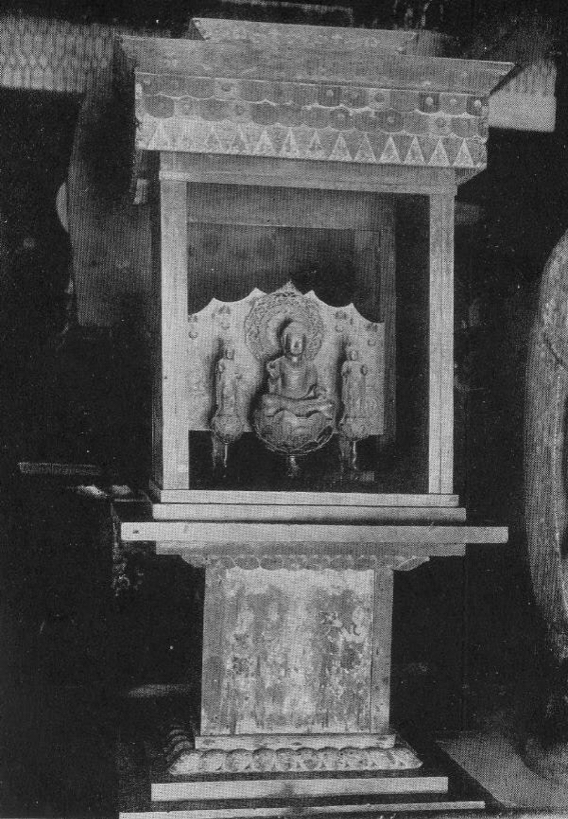
伝橘夫人念持仏厨子

前述のように御厨子は明治期には大破していた。建久4年（1193年）の『東大寺勅封蔵開検目録』には記載されているため、破損したのは12世紀末以降と考えられる。明治25年（1892年）には正倉院御物整理掛が開設され、木内半古が当時倉庫内に保管されていた部材を用いて復元を行った。木内は、御厨子は落雷によって壊れたとしている。破片は唐櫃の中に残されていた冠木（厨子上部の横木）と台脚は残材を利用し、天井板、棚板、床板、扉帖木などは新たに欅に赤漆を施した部材で補って作成された。また、寸法については残材から推測した。脚の格狭間の形状は残材からは分からず推測によった。
後に昭和45年に新たに御厨子の床板残材が発見された。床板は桧材であったものの寸法は木内の復元と変わらず、復元が正確であることが追認された。また、棚板に桧が使われていることから御厨子は国内で製作された可能性が高いと考えられる。特徴的なのは天板に付された葺き返し板という部材で、上辺が広がる形状になっている。同様の形状は法隆寺金堂の天蓋や伝橘夫人念持仏厨子などに見られるもので、奈良時代には「古様」とするのに違和感はない。

### 赤漆欟木厨子
『国家珍宝帳』には御厨子きわめて似た別の厨子で、赤漆欟木厨子（以下、義慈王厨子）と称されるものもある。こちらは百済の義慈王から藤原鎌足に贈られたという由緒を持つ厨子で、中世以来所在が不明となっている。御厨子と義慈王厨子は極めて似た名称で、同じ技術と素材を用いて作られていることが明らかであり、明治期に残材から修復された厨子がどちらの厨子であるのか検討の余地があった。西川明彦は『国家珍宝帳』を始めとする史料を検討し、義慈王厨子に納められていた長さ94cmの犀角は復元された厨子に収まるとは言い難いとしたうえで、復元した厨子は御厨子と考えるのが無理がないとした。

## 収納品
御厨子に納められた品々は天皇の身近に置かれた特別な物であったと考えられる。『国家珍宝帳』には以下の品々が御厨子に納められたと記されている。なお、宝物番号を記したものは現存している。

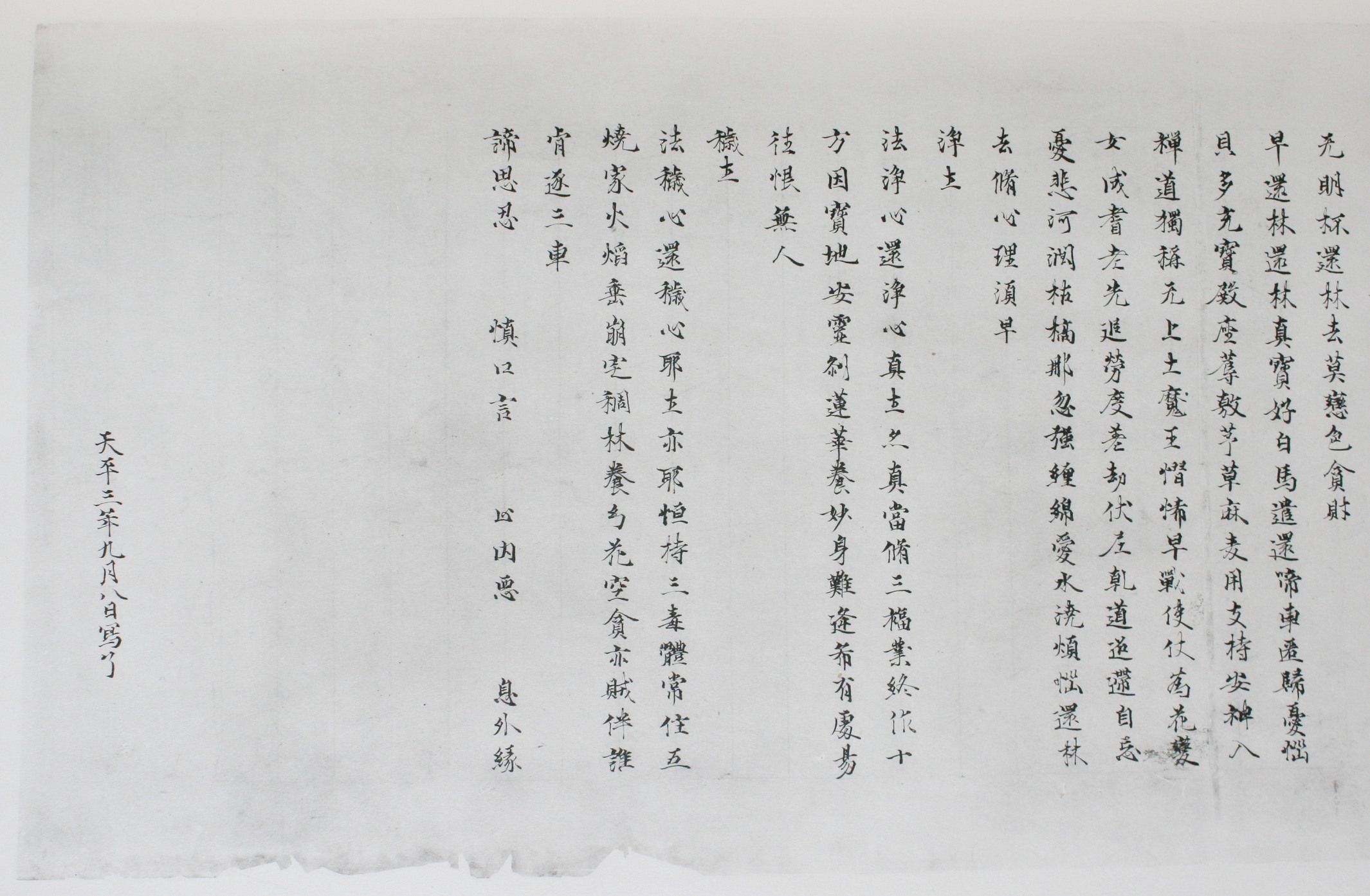
『雑集』

雑集
聖武天皇が書写したもので、本文は中国南北朝時代から唐時代までの145首の詩文の抄写である。宝物番号は北倉3。『国家珍宝帳』には、白麻紙に軸は紫檀、標紙（表紙）は紫の羅（絡み織）で綺（かんはた）の紐が付いていたと記されるが、現在は紫色の標紙をつけ、その上に白紙を巻いて外題が墨書され、新補の紐がしるされている。紙面は縦27.1cmから27.7cm、長さ2142cm。聖武の自筆で「天平3年（731年）9月8日写了」とある。文字は行書の筆意を強く帯びた楷書が多く、内藤虎次郎は王羲之の書法を学んだとした。抄写された詩文は中国において失われたものが多く、中国文学研究においても重要な資料とされる。
孝経
元正天皇が書写したもの。麻紙。瑪瑙軸。『孝経』は8世紀前半に重宝されていたとされる。
頭陀寺碑文幷楽毅論杜家立成
頭陀寺碑文、楽毅論、杜家立成雑書要略の3巻の書で、光明皇后が書写したもの。杜家立成雑書要略のみ現存し宝物番号は北倉3。隋末唐初の書簡例文集で、杜家は文章をつくるのが早く巧であった杜正蔵のことで、立成はすぐに出来るという意味、雑書要略は著述のなかから雑事に関する抄録のこと。白、黄、茜、茶、青などの色麻紙19帳を継いで1巻とし、王羲之に倣った行書体で記される。紙面は縦26.8cmから27.2cm、長さ706cm。巻末と紙背の継ぎ目に「積善藤家」の朱文方印が捺されており、光明皇后が藤原氏出身であることを強く意識していた現れとされる。書き出し15行までは後述する楽毅論に似た書風で同時代に書かれたと思われるが、その後は自由奔放で熟達した書風であることから、のちの書写とする向きが一般的。

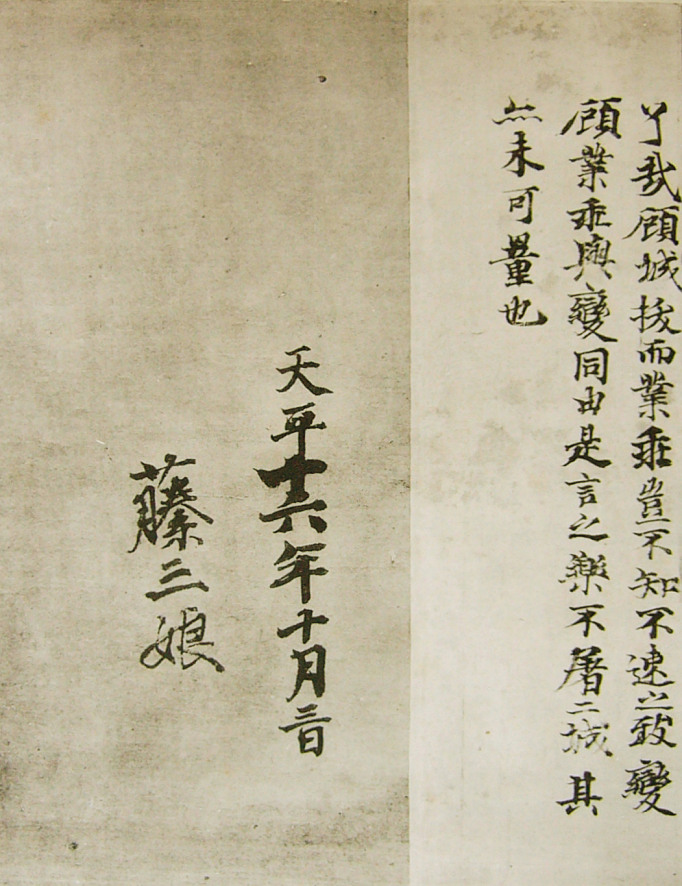
『楽毅論』巻末部

楽毅論
光明皇后が王羲之の書を臨書したものとされる。宝物番号は北倉3。白麻紙に全文43行で書かれ、瑪瑙軸に巻かれる。巻末に「天平16年10月3日 藤三娘」と署名があるが、署名部分のみ黄麻紙が用いられ本文と書風も異なることから本文と署名の書き手が別人であるという説もあったが、神田喜一郎は臨書と自由に描いた署名が相違することに不自然はないとしている。楽毅論は魏の夏侯玄の作で、戦国時代燕の武将楽毅を賞賛した文章。王羲之による楽毅論は隋の智永が「楽毅論は正書第一なり」とするなど、王羲之の楷書の最高峰とされていたが真筆は伝わっていない。
白葛箱
上記の書物を収納した箱。防虫香の裛衣香2袋と共に収納していた。宝物番号は北倉3。アケビの蔓を芯としてカヤツリグサを編み上げ、エゴノキの薄板を縁としてヤナギの小枝を紐としている。箱全体は素地であるが、カヤツリグサは蘇芳で染め上げて小菱文を編み上げている。
信幣之物
聖武天皇と光明皇后の結納にあたって互いに贈りあった礼物。封をした箱に納められていた。現存しないため実態は不明であるが、互いに交わした和歌のようなものが納められていたと考えられる。天平宝字3年（760年）12月26日に除物の付箋が貼られ持ち出されたが、晩年に光明皇后が手元に取り戻したと考えられる。

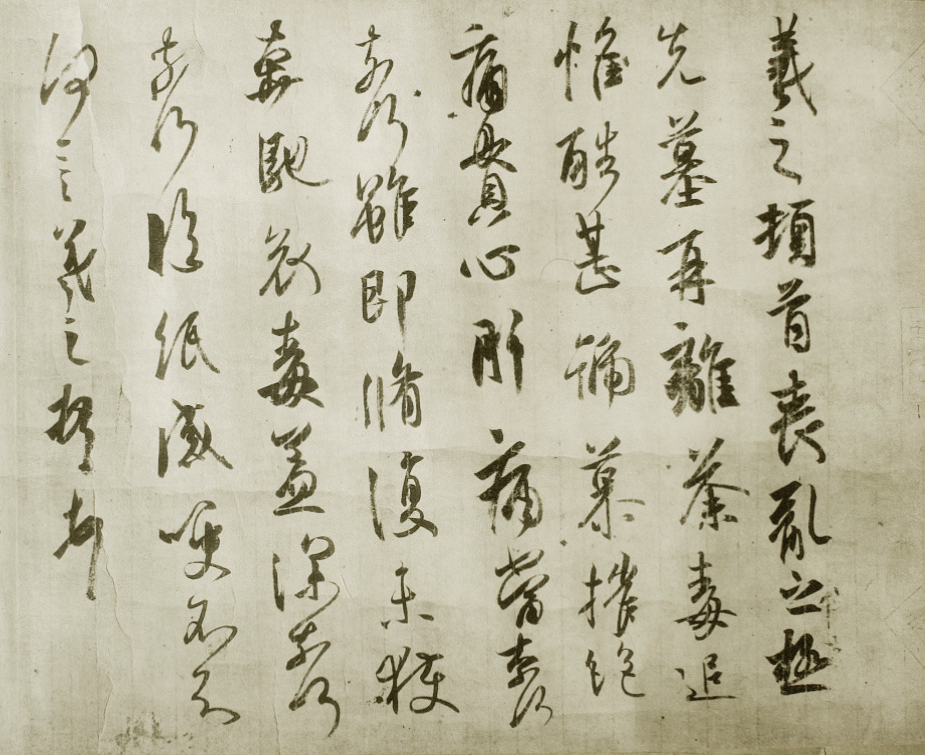
『喪乱帖』

書法廿巻
王羲之の書法、合計20巻のこと。裛衣香3袋と共に平脱の箱に入れ、高麗錦の袋に納めた。弘仁11年（820年）に出蔵し返納されず現存しない。『国家珍宝帳』にはそれぞれの巻について「廿五行　黄紙　紫檀軸　紺綾褾　綺帯」などと記されるが、詳細は不明。ただし『喪乱帖』（三の丸尚蔵館）、『孔侍中帖』（前田育徳会）、『妹至帖』（九州国立博物館）は書法巻第7の断簡と考えられる。
金銀作小刀
『国家珍宝帳』には刃長1尺4寸7分と記される。小刀と記されるのはこれのみ。
斑犀偃鼠皮御帯（はんさいえんそひのおんおび）
斑模様のあるサイの角とモグラの皮で作ったベルトの事。現在は飾り（犀角製）と、裏座および留め金（銀製）の残闕が伝わる。宝物番号は北倉4。2002年の調査により漆を塗った獣の皮が確認されたが、モグラのものであるかは確認できなかった。
御刀子
『国家珍宝帳』には6口が記されるが、現存するのは「緑牙撥鏤把、鞘金銀作」と「斑犀把白牙、鞘白組係」の2口。宝物番号は北倉5。前者は緑牙撥鏤把鞘御刀子（りょくげばちるのつかさやのおんとうす）と呼ばれ、把鞘共に象牙製で撥鏤技法が用いられる。後者は斑犀把白牙鞘御刀子（はんさいのつかびゃくげのさやのおんとうす）と呼ばれ、把は犀角製で鞘は象牙製。両者とも鞘は象牙一材をくり抜いて作られているのが特徴。これらの刀子は「緑地碧地錦間縫」の袋にいれられていたと記されるが、袋は現存しない。また、袋に入れた刀子は前述の斑犀偃鼠皮御帯に装着されたものである。
斑貝きつまく御帯
現在は貝製の飾りの残闕が伝わる。宝物番号は北倉6。斑貝はヤコウガイやチョウセンサザエなどで、金銅製の裏金が付く。きつまくは樹幹と樹皮の間にできる菌の柔組織のこと。
十合鞘御刀子（じゅうごうざやのおんとうす）
十合鞘は10口の刀子を収める一つの鞘のこと。宝物番号は北倉7。鞘は動物の皮に漆塗り。10口の刀子と記されるが、実際は刀子は6口、錯（やすり）が2口、やり鉋が1口、鑽（のみ）が1口。斑貝きつまく御帯に装着されていたもの。明治期に補修されている。
三合鞘御刀子（さんごうのさやのおんとうす）
三合鞘は3口の刀子を収める鞘のこと。現存せず。納められていたのは刀子が2口、鉋が1口と記されている。これも斑貝きつまく御帯に装着されていたもの。
赤紫黒紫とう綬御帯
赤紫と黒紫の糸で組んだ組紐の帯。現存せず。
紅地錦御袋
『国家珍宝帳』には麝香を収めていたとあるが、実在せず詳細不明。赤紫黒紫とう綬御帯に装着されていた。
三合鞘御刀子（さんごうざやのおんとうす）
三合鞘は3口の刀子を収める鞘のこと。宝物番号は北倉8。鞘は皮に漆塗りで、3口の刀子は把がそれぞれ、斑犀、紫檀、沈香で作られる。赤紫黒紫とう綬御帯に装着されていた。
小三合水角鞘御刀子（しょうさんごうすいかくざやのおんとうす）
水牛の角製の三合鞘と3口の刀子。宝物番号は北倉9。明治期に補修されている。赤紫黒紫とう綬御帯に装着されていた。
水角鞘御刀子
『国家珍宝帳』には水牛の角製の鞘に、斑犀の角製の把が付いた刀子と記されるが、現存せず。赤紫黒紫とう綬御帯に装着されていた。
犀角鞘御刀子
『国家珍宝帳』にはサイの角製の鞘に、白犀の角製の把が付いた刀子と記されるが、現存せず。赤紫黒紫とう綬御帯に装着されていた。
牙笏（げのしゃく）
象牙製の笏。宝物番号は北倉10。長さ39.0cm、幅5.5cm。正倉院北倉に伝わる笏はいずれも上円下方である。
通天牙笏（つうてんのげのしゃく）
象牙製の笏。宝物番号は北倉11。長さ34.9cm、幅4.8cm。
大魚骨笏（たいぎょこつのしゃく）
マッコウクジラの下顎の骨で作られた笏。宝物番号は北倉12。長さ35.8cm、幅5.7cm。『続日本紀』に記される規定には象牙製と木製しかなく、日本のみならず中国にも魚骨製はみられないが、中倉にもセミクジラの骨製の尺が伝わっている。
紅牙撥鏤尺（こうげばちのるしゃく）
撥鏤技法によって作られた物差しで紅色に染めた尺は2枚が伝わる。宝物番号は北倉13。片面を一辺が1寸の区画をつくり、その中に動植物文様があしらわれる。分（寸の10分の1）の目盛りはなく、儀礼用の尺であったとみられる。反対の面には区画をもうけず自由に文様が配置され、側面には規則的に小さい花文様を配する。こうした儀尺は唐では毎年2月に贈答する風習があり、唐で作られたものが遣唐使などにより舶来したものとする説が主流。天平時代の2枚の尺は微妙に長さが異なり、これを根拠に1枚を平安後期から鎌倉時代のものとする説もあるが、目盛りに相当する区画も厳密ではなく、儀礼用の尺であれば厳密に作られるものではなかったとしていずれも天平時代の物とされる。
緑牙撥鏤尺（りょくげばちのるしゃく）
紺色の撥鏤技法が施された尺で2枚が伝わる。宝物番号は北倉14。文様は紅牙撥鏤尺に類似するもので、同じ用途に供されたと思われる。同様に2枚が伝わる。
白牙尺
白地のままの象牙の尺。表面に寸と分の目盛りが刻まれる。
紅牙撥鏤笇子
『国家珍宝帳』には100枚が白柳の箱に納められたと記されるが、現存せず詳細は不明。双六の点数計算などに使う遊戯具の一つか。
犀角杯
『国家珍宝帳』には白1口と黒1口と記される。記録によれば弘仁5年（814年）に出蔵し売却され、現存しない。
双六頭（すごろくとう）
双六に用いるサイコロ。宝物番号は北倉17。『国家珍宝帳』には233隻が納められたと記されるが、現存するのは象牙製で6隻が伝わる。
双六子（すごろくし）
双六に用いる駒。宝物番号は北倉18。水晶、琥珀、ガラス、蛇紋岩などで作られる。『国家珍宝帳』には169枚が納められたと記されるが、現在は85枚が伝わる。革製漆塗りの箱に納められている。
貝玦（ばいけつ）
貝製の飾り具。『国家珍宝帳』には22個あったと記されるが、現存しない。
犀角奩
奩とは化粧用具箱の意味であるが、『国家珍宝帳』には7つの数珠が納められたと記される。除物の付箋があり、信幣之物と共に持ち出されたと考えられる。
金銅作唐刀子
『国家珍宝帳』には玉石製の把で漆鞘水角と記されるが、現存せず。
唐刀子
『国家珍宝帳』には鋼製の刃で、金銅製の葡萄唐草文様の透かしと玉で飾られた鞘と記されるが、現存せず。
十合合歓刀子漆鞘
現存しないが、前述の十合鞘御刀子の重複ではないかという意味の付箋が貼られている。
三合合歓刀子漆鞘
現存しないが、こちらにも前述の三合鞘御刀子の重複ではないかという意味の付箋が貼られている。
百索縷軸（ひゃくさくるのじく）
木製で紡錘形の糸巻き。宝物番号は北倉19。中国漢代から行われる端午の節句のまじないに用いるもので、5色の糸を腕に懸け邪気を払ったとされる。
玉尺八（ぎょくのしゃくはち）
大理石製の尺八。長さ34.4cm。宝物番号は北倉20。表面に装飾はない。なお、正倉院北倉に伝わる尺八はいずれも3節の竹を模して作成され、リードはつけず、指孔は全面に5つ、背面に1つである。また、明土真也は管長や音律を精査したうえで、これらの尺八は7世紀初頭以降に百済で作られたものと推測している。
尺八（しゃくはち）
真竹製の尺八。長さ38.2cm。宝物番号は北倉21。表面に装飾はない。
樺纏尺八（かばまきのしゃくはち）
真竹製の尺八。長さ38.5cm。宝物番号は北倉22。表面に樺の皮が巻き付けられているが、現在は半数ほどが剥落している。
刻彫尺八（こくちょうのしゃくはち）
真竹製の尺八。長さ38.5cm。宝物番号は北倉23。長さは唐小尺にあたる。管を彫りこんで婦人像や花鳥を表し、婦人の1人は四弦曲頸琵琶を奏でている。